# Campeonato de Fórmula 2 de la FIA
El Campeonato de Fórmula 2 de la FIA es una competición de automovilismo de velocidad creada en el año 2017 tras renombrar a la competición que hasta entonces ocupaba su lugar, la GP2 Series. Es el campeonato que más puntos otorga para la Superlicencia de la FIA, incluidos los requeridos para correr en Fórmula 1 para los tres primeros clasificados: 40.

## Antecedentes
Diseñada para hacer carreras igualadas entre los equipos y un entrenamiento ideal para la vida en Fórmula 1, en el año 2005 se creó la GP2 Series una categoría monomarca, para que sus pilotos compitieran usando el mismo chasis, el mismo motor y los mismos neumáticos, para demostrar su habilidad. Este campeonato disputó gran parte de sus carreras en Europa.
En 2009, la FIA revivió la Fórmula 2 con unos costes mucho más bajos que la GP2 para intentar hacerle competencia. El chasis fue fabricado por Williams F1, y el motor por Audi, en una categoría que fue llevada a cabo por MotorSport Vision (Jonathan Palmer). Fue descontinuada en 2012.

## Monoplaza
El Campeonato de Fórmula 2 de la FIA utiliza el mismo coche para todos los equipos. Este cuenta con un chasis Dallara de fibra de carbono, un motor Mecachrome V6 turboalimentado y neumáticos Pirelli de pista seca o mojada. Su peso total es de 755 kg, incluyendo al piloto.

### Chasis
- Primera generación: el GP2/11, con un motor V8 de 4 litros, se utilizó en la primera temporada.[13]
- Segunda generación: desde 2018 hasta 2023, se usó el chasis Dallara F2 2018, que introdujo, entre otros cambios, el halo.[14]
- Tercera generación: desde 2024, se utiliza el chasis Dallara F2 2024, con alerones inspirados en los de F1.[15][16]

|                |
| Dallara GP2/11 |

|                 |
| Dallara F2 2018 |

|                 |
| Dallara F2 2024 |

## Reglamento

### Formato de fecha
El viernes, los pilotos tienen 45 minutos de entrenamientos libres y otros 30 minutos de clasificación. La sesión de clasificación decide el orden de parrilla para la carrera larga del domingo, que tiene una longitud de poco más de 170 kilómetros (140 en Mónaco y 160 en Hungaroring), o hasta que se complete la hora de carrera, dejando solamente una vuelta más luego de que el piloto en primera posición cruce la línea de llegada finalizado el tiempo.
La carrera corta del sábado tiene una duración de poco más de 120 kilómetros (100 en Mónaco) o hasta que se llegue al tiempo límite de 45 minutos, más una vuelta. La parrilla se decide con el resultado de la clasificación para la carrera larga realizada en los viernes, invirtiendo las primeras diez posiciones, por lo tanto, el piloto que clasifique primero, saldrá en la décima posición, y el que clasificó décimo, saldría en la primera posición.

### Neumáticos
El suministrador de neumáticos es Pirelli, teniendo cuatro especificaciones de neumáticos lisos: superblandos, blandos, medios y duros, sumado a un neumático de lluvia. Pirelli determina dos tipos de neumáticos lisos antes de cada ronda.
| Nombre del compuesto | Color | Color | Banda de rodadura | Condiciones de circulación | Tipo del compuesto | Adherencia           | Durabilidad        |
| -------------------- | ----- | ----- | ----------------- | -------------------------- | ------------------ | -------------------- | ------------------ |
| Superblando          | SS    |       | Liso              | Seco                       | Blando             | 4 - Más adherencia   | 1 - Menos duradero |
| Blando               | S     |       | Liso              | Seco                       | Blando / Duro      | 3                    | 2                  |
| Medio                | M     |       | Liso              | Seco                       | Blando / Duro      | 2                    | 3                  |
| Duro                 | H     |       | Liso              | Seco                       | Duro               | 1 - Menos adherencia | 4 - Más duradero   |
| Lluvia               | W     |       | Canales           | Mojado                     | De lluvia          |                      |                    |

Cada piloto dispone en cada ronda de 5 juegos de los compuestos secos, tres juegos de los neumáticos duros, dos del compuesto blando y 3 de lluvia.
En la carrera larga es obligatorio hacer una parada en boxes a partir de la vuelta 6 para cambiar los 4 neumáticos del coche, en esa carrera cada piloto debe usar 2 compuestos diferentes.

### Sistema de puntuación
El piloto que logre la pole position es recompensado con 2 puntos, el sistema de puntuación en la carrera larga es idéntico al de la Fórmula 1. Mientras que en la carrera corta se le otorga al ganador de la carrera 10 puntos. El piloto que logre la vuelta rápida de entre los 10 primeros clasificados, es recompensado con 1 punto, en ambas carreras.
Puntos de carrera larga
| Posición | 1º | 2º | 3º | 4º | 5º | 6º | 7º | 8º | 9º | 10º | Pole | VR |
| Puntos   | 25 | 18 | 15 | 12 | 10 | 8  | 6  | 4  | 2  | 1   | 2    | 1  |

Puntos de carrera corta
| Posición | 1º | 2º | 3º | 4º | 5º | 6º | 7º | 8º | VR |
| Puntos   | 10 | 8  | 6  | 5  | 4  | 3  | 2  | 1  | 1  |

## Campeones

### Campeonato de Pilotos
| Año  | Piloto            | Escudería      | Puntos | Margen | Segundo           | Tercero         | Ref.   |
| ---- | ----------------- | -------------- | ------ | ------ | ----------------- | --------------- | ------ |
| 2017 | Charles Leclerc   | PREMA Racing   | 282    | 72     | Artiom Markélov   | Oliver Rowland  | [ 19 ] |
| 2018 | George Russell    | ART Grand Prix | 287    | 68     | Lando Norris      | Alexander Albon | [ 20 ] |
| 2019 | Nyck de Vries     | ART Grand Prix | 266    | 52     | Nicholas Latifi   | Luca Ghiotto    | [ 21 ] |
| 2020 | Mick Schumacher   | PREMA Racing   | 215    | 14     | Callum Ilott      | Yuki Tsunoda    | [ 22 ] |
| 2021 | Oscar Piastri     | PREMA Racing   | 252.5  | 62.5   | Robert Shwartzman | Guanyu Zhou     | [ 23 ] |
| 2022 | Felipe Drugovich  | MP Motorsport  | 265    | 101    | Théo Pourchaire   | Liam Lawson     | [ 24 ] |
| 2023 | Théo Pourchaire   | ART Grand Prix | 203    | 11     | Frederik Vesti    | Jack Doohan     | [ 25 ] |
| 2024 | Gabriel Bortoleto | Invicta Racing | 214.5  | 22.5   | Isack Hadjar      | Paul Aron       |        |

### Campeonato de Escuderías
| Año  | Escudería      | Puntos | Margen | Segunda             | Tercera             | Ref.   |
| ---- | -------------- | ------ | ------ | ------------------- | ------------------- | ------ |
| 2017 | RUSSIAN TIME   | 395    | 15     | PREMA Racing        | DAMS                | [ 26 ] |
| 2018 | Carlin         | 383    | 33     | ART Grand Prix      | DAMS                | [ 27 ] |
| 2019 | DAMS           | 418    | 172    | UNI-Virtuosi Racing | ART Grand Prix      | [ 28 ] |
| 2020 | PREMA Racing   | 392    | 39.5   | UNI-Virtuosi Racing | Carlin              | [ 29 ] |
| 2021 | PREMA Racing   | 444.5  | 172    | Carlin              | UNI-Virtuosi Racing | [ 30 ] |
| 2022 | MP Motorsport  | 305    | 8      | Carlin              | ART Grand Prix      | [ 31 ] |
| 2023 | ART Grand Prix | 353    | 31     | PREMA Racing        | Rodin Carlin        | [ 32 ] |
| 2024 | Invicta Racing | 288.5  | 34.5   | Campos Racing       | MP Motorsport       |        |

### Premio Anthoine Hubert
Este premio se entrega al novato mejor clasificado.
| Año  | Piloto            | Escudería           | Pos. | Ref.   |
| ---- | ----------------- | ------------------- | ---- | ------ |
| 2019 | Guanyu Zhou       | UNI-Virtuosi Racing | 7.º  | [ 33 ] |
| 2020 | Yuki Tsunoda      | Carlin              | 3.º  | [ 34 ] |
| 2021 | Oscar Piastri     | PREMA Racing        | 1.º  | [ 35 ] |
| 2022 | Ayumu Iwasa       | DAMS                | 5.º  | [ 36 ] |
| 2023 | Victor Martins    | ART Grand Prix      | 5.º  | [ 37 ] |
| 2024 | Gabriel Bortoleto | Invicta Racing      | 1.º  | [ 38 ] |

## Graduados a Fórmula 1
| Piloto                | F2         | F2       | F2        | F2     | F1               | F1             | F1       | F1        | F1    | F1     |
| Piloto                | Temporadas | Carreras | Victorias | Podios | Temporadas       | Primer equipo  | Carreras | Victorias | Poles | Podios |
| --------------------- | ---------- | -------- | --------- | ------ | ---------------- | -------------- | -------- | --------- | ----- | ------ |
| Charles Leclerc       | 2017       | 22       | 7         | 9      | 2018-            | Sauber         | 159      | 8         | 26    | 47     |
| Sergey Sirotkin       | 2017       | 2        | 0         | 0      | 2018             | Williams       | 21       | 0         | 0     | 0      |
| Lando Norris          | 2017-2018  | 24       | 1         | 9      | 2019-            | McLaren        | 140      | 8         | 12    | 36     |
| Alexander Albon       | 2017-2018  | 42       | 4         | 10     | 2019-2020, 2022- | Toro Rosso     | 116      | 0         | 0     | 2      |
| George Russell        | 2018       | 22       | 7         | 11     | 2019-            | Williams       | 140      | 4         | 6     | 20     |
| Nicholas Latifi       | 2017-2019  | 67       | 6         | 20     | 2020-2022        | Williams       | 61       | 0         | 0     | 0      |
| Jack Aitken           | 2018-2020  | 70       | 4         | 11     | 2020             | Williams       | 1        | 0         | 0     | 0      |
| Nikita Mazepin        | 2019-2020  | 48       | 2         | 6      | 2021             | Haas           | 21       | 0         | 0     | 0      |
| Mick Schumacher       | 2019-2020  | 48       | 3         | 11     | 2021-2022        | Haas           | 43       | 0         | 0     | 0      |
| Yuki Tsunoda          | 2020       | 24       | 3         | 7      | 2021-            | AlphaTauri     | 99       | 0         | 0     | 0      |
| Guanyu Zhou           | 2019-2021  | 68       | 5         | 20     | 2022-2024        | Alfa Romeo     |          |           |       |        |
| Nyck de Vries         | 2017-2019  | 67       | 8         | 23     | 2022-2023        | Williams       | 11       | 0         | 0     | 0      |
| Oscar Piastri         | 2021       | 23       | 6         | 11     | 2023-            | McLaren        | 58       | 7         | 4     | 20     |
| Logan Sargeant        | 2021-2022  | 31       | 2         | 0      | 2023-2024        | Williams       | 36       | 0         | 0     | 0      |
| Liam Lawson           | 2021-2022  | 31       | 2         | 4      | 2023-            | AlphaTauri     | 11       | 0         | 0     | 0      |
| Oliver Bearman        | 2023-2024  | 46       | 6         | 8      | 2024-            | Ferrari        | 15       | 0         | 0     | 0      |
| Franco Colapinto      | 2023-2024  | 22       | 1         | 3      | 2024-            | Williams       | 14       | 0         | 0     | 0      |
| Jack Doohan           | 2021-2023  | 60       | 6         | 11     | 2024-2025        | Alpine F1 Team |          |           |       |        |
| Gabriel Bortoleto     | 2024       | 28       | 2         | 8      | 2025             | Sauber         | 12       | 0         | 0     | 0      |
| Isack Hadjar          | 2023-2024  | 54       | 4         | 9      | 2025             | Racing Bulls   | 11       | 0         | 0     | 0      |
| Andrea Kimi Antonelli | 2024       | 26       | 2         | 3      | 2025             | Mercedes       | 12       | 0         | 0     | 1      |

Nota: actualizado a la carrera del  Gran Premio de Gran Bretaña de 2025.
- En negrita los pilotos de Fórmula 1 en 2025.
- En fondo dorado, los pilotos campeones de Fórmula 2.